# Rock My Body
Rock My Body is een nummer van de Nederlandse dj R3hab, de Roemeense zangeres Inna en het Duitse dj-trio Sash! uit 2023.
Op dit nummer neemt Inna de vocalen voor haar rekening. Inna zingt dat ze wil dat haar vriend langskomt voor een wilde nacht vol feest. Ze wil niet al te veel praten, maar gewoon genieten van het moment en haar vriend haar verlangens laten vervullen. Het nummer bevat een sample van de dancetrack Ecuador van Sash! uit 1998, vandaar dat Sash! ook op de credits vermeld staat. "Rock My Body" werd een hit in de Benelux en Frankrijk. In de Nederlandse Top 40 was het het meest succesvol met een 9e positie, terwijl in de Vlaamse Ultratop 50 een bescheiden 38e positie gehaald werd.

## Tracklijst
Muziekdownload
1. "Rock My Body" - 2:17